# Caobangia smithi
Caobangia smithi är en ringmaskart som beskrevs av Jones 1974. Caobangia smithi ingår i släktet Caobangia och familjen Sabellidae. Inga underarter finns listade i Catalogue of Life.